# Xã Taylor, Quận Marshall, Iowa
Xã Taylor (tiếng Anh: Taylor Township) là một xã thuộc quận Marshall, tiểu bang Iowa, Hoa Kỳ. Năm 2010, dân số của xã này là 19.328 người.